# Marsing
La ville de Marsing est située dans le comté d'Owyhee, dans l’État de l’Idaho, aux États-Unis. Sa population s’élevait à 1 031 habitants lors du recensement de 2010, estimée à 1 282 habitants en 2016.

## Démographie
| 1950 | 1960 | 1970 | 1980 | 1990 | 2000 |
| ---- | ---- | ---- | ---- | ---- | ---- |
| 643  | 555  | 610  | 786  | 798  | 890  |

| 2010  | - | - | - | - | - |
| ----- | - | - | - | - | - |
| 1 031 | - | - | - | - | - |

## Source
- (en) Cet article est partiellement ou en totalité issu de l’article de Wikipédia en anglais intitulé « Marsing, Idaho » (voir la liste des auteurs).